# Partit Unit Somali
El Partit Unit Somali o Partit Unit de Somàlia (o Partit de la Somàlia Unida / Partit Somali Unit) fou un partit polític de Somàlia fundat als anys cinquanta pel subclan dels dhulbahantes del grup Darod de la Somàlia Britànica. El 1954 va protestar per l'entrega d'Haud (a l'Ogaden) a Etiòpia, i per l'entrega del mateix Ogaden feta el 1948, ja que el 25% del grup vivia a l'Ogaden.
Va participar en el primer govern de coalició a la independència el 1960 amb la Lliga de la Joventut Somali i la Lliga Nacional Somali i va romandre partit actiu fins al 1969 (eleccions en les que van participar 52 partits representants en realitat de clans). Encara que els dhulbahantes eren nòmades en un 80% els membres del partit eren una elit ciutadana. Va desaparèixer en ser prohibits els partits el 1969.
Es va refundar el 1991 al·legant representar els subclans warsangeli i dhulbahante del grup darod, dins la República de Somaliland, formant el 16% de la població de Somaliland. Una part dels dhulbahantes viuen a la part oriental de la república en territori disputat amb Puntland, a Las Anod, i un 25% a Etiòpia. Un nombrós grup de dhulbahantes, warsangelis i marjetins van emigrar al començament del segle XX al sud de la Somàlia Italiana (especialment a Mogadiscio i Kishimayu) on són coneguts en conjunt com els Hartis (Hartis del sud per distingir-lo d'aquestos tres grups al nord).
Els dhulbahantes com els warsangelis foren en general favorables a Barre però a les conferències de reconciliació de 1993 a Somalilàndia es van mostrar clarament favorables a la República de Somalilàndia. Els warsangelis i dhulbahantes de Kishimayu i Mogadiscio s'oposen en general a la independència del Somaliland i un partit amb igual nom que els representa no és reconegut pel quarter general del partit a Somaliland.
Dos ministres del primer govern de Somaliland foren d'aquests clans (el ministre de ramaderia Yassin Mohamed Nur, un Dhulbahante, i el de Transports i Comunicacions Mohamed Abdi Ali Bayr, un Warsangeli). S'han produït enllaços freqüents de membres d'aquests clans amb persones del sub clan Habr Jeclo dels grup Issaq.
El 1997 el partit es va declarar en majoria contra Somalilàndia. El president actual és Mohamed Abdi Hashi que el 1998 va donar suport a la creació de Puntland i en fou vicepresident i president interí (2004-2005). Els que van restar lleials a la República es van fusionar al cap de poc amb el Front Unit Somali (isses) per formar l'Aliança de Somalis del Nord.